# Alhambra, Generalife e Albaicín, Granada
O sítio Alhambra, Generalife e Albaicín, Granada está classificado como Património da Humanidade desde 1984, com posterior extensão em 1994. Encontra-se situado em Granada e compreende:
- Alhambra
- Generalife
- Bairro do Albaicín